# 성룡의 CIA
《성룡의 CIA》(중국어: 我是誰 : 영어: Who Am I?)는 홍콩에서 제작된 성룡 감독의 1998년 액션 영화이다. 성룡, 미셀 페레, 야마모토 미라이 등이 주연으로 출연하였고 동운시이 제작에 참여하였다.

## 출연

### 주연
- 성룡 - 재키
- 미셀 페레 - 크리스틴
- 야마모토 미라이 - 유키

### 조연
- 론 스머자크 - 모건
- 에드 넬슨 - 셔먼
- 톰 폼퍼트 - CIA 국장

## 기타
- 의상: 토머스 종
- 무술감독: 성룡

## SBS 성우진 (2001년 10월 1일)
- 홍시호 - 재키(성룡)
- 최덕희 - 크리스틴(미셀 페레)
- 윤성혜 - 유키(야마모토 미라이)
- 박지훈 - 모건(론 스머자크)
- 이완호 - 셔먼(에드 넬슨)
- 이근욱 - 공군 장교(프레드 반 디트마쉬) / 병원 의사(램버트 밀러)
- 성병숙 - CIA 국장의 비서(글로리 사이먼)
- 순동운 - 과학자(사이먼 잔센)
- 장승길 - 아마노(칩 브레이) / CIA 국장(톰 폼퍼트)
- 강구한 - 피터(마이크 램버트) / 의사(한네스 뮐러)
- 민응식 - 비밀 경찰(프랭크 오퍼맨) / 모건의 부하(데이빗 블록) / 해군 장교(플리츠 크롬맨호엑)
- 김소형 - 과학자(마이클 커보쉬)
- 오수경 - 간호사(다이아나 위어스마)
- 양희문 - 모건의 부하(론 스무렌버그)
- 정승욱 - 모건의 부하(용관) / CIA 요원(양가호)
- 변영희 - 유키의 오빠(알 카라키) / 과학자(한스 코넬리센)

### 우리말 제작
- 타이틀디자인 - 이상렬
- CG - 최지아
- 녹음 - 김흥배
- 종합편집 - 나종진
- CM운행 - 김창선
- CM편집 - 윤길영
- 자막방송제작지원 - 방송위원회, 방송발전기금
- 번역 - 이나미
- 연출 - 김박